# 尼亞魯岡熱縣
1°59′S 30°01′E / 1.983°S 30.017°E

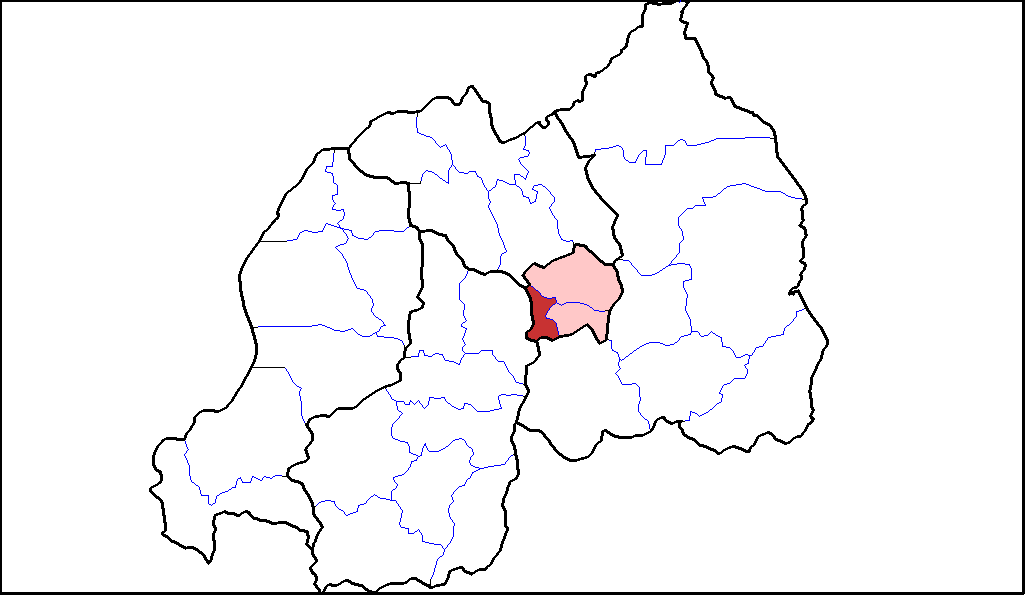

尼亞魯岡熱縣（Nyarugenge District），是盧旺達的縣份，位於該國中部，由吉佳利負責管轄，首府設於尼亞魯岡熱，面積134平方公里，2012年人口284,561，人口密度每平方公里2,100人。